# The Yellow Cab Man
The Yellow Cab Man es una comedia de 1950 dirigida por Jack Donohue, protagonizada por Red Skelton, Gloria De Haven y Edward Arnold. 
La película trata sobre un inventor de vidrio irrompible ("Elastiglass") que pretende vender su producto a una empresa de taxis con la esperanza de que construyan los parabrisas de los mismos con dicho material. 

## Reparto
- Red Skelton como Augustus 'Red' Pirdy.
- Gloria De Haven como Ellen Goodrich.
- Edward Arnold como Martin Creavy.
- Walter Slezak como el Dr. Byron Dokstedder
- James Gleason como Mickey Corkins.
- Jay C. Flippen como Hugo.
- Paul Harvey como Pearson Hendricks.
- Herbert Anderson como Willis Tomlin.
- John Butler como Gimpy.
- John Indrisano como Danny.
- Polly Moran como la madre de Bride